# Бромбахталь
Бромбахталь (нім. Brombachtal) — громада в Німеччині, знаходиться в землі Гессен. Підпорядковується адміністративному округу Дармштадт. Входить до складу району Оденвальд.
Площа — 20,44 км2. Населення становить 3467 ос. (станом на 31 грудня 2020).